# Ricavo
Il ricavo, in economia aziendale, è l'utilità economica che un'impresa crea attraverso l'attuazione del processo economico imperniato sulla vendita di un quantitativo di beni e servizi.
Ha come proprietà notevole di essere totalmente variabile, quindi esprimibile in generale come lo sviluppo di MacLaurin:
{\displaystyle R(x)=\sum _{n=1}^{N}{\frac {R^{(n)}(0)}{n!}}x^{n}}
essendo nulli i ricavi fissi:
{\displaystyle R_{0}=0}
Dal punto di vista contabile, i ricavi si calcolano in generale moltiplicando la quantità di vendita (o di prestazione) per il prezzo di vendita netto. Per questo il fatturato, sebbene sia una sola delle componenti che costituiscono i ricavi (oltre alle vendite possono esservi altre componenti di reddito, quali attività finanziarie non considerate "fatturato"), è una grandezza di flusso. Essendo misurato da grandezze finanziarie (denaro o crediti di funzionamento), il ricavo indica quindi solo virtualmente un'entrata di denaro, che si attuerà solo al reale pagamento da parte dei clienti.

## Relazione col profitto
Il ricavo di un venditore equivale all'esborso dell'acquirente. Il ricavo ottenuto da una vendita o prestazione produce un profitto (o guadagno) a cui va sommato il costo sostenuto per produrre il bene venduto o il servizio procurato:
{\displaystyle R=G+C}

## Ricavo marginale
Il ricavo marginale (R') corrisponde al ricavo aggiuntivo raggiungibile tramite la vendita di un'ulteriore unità di prodotto - formalmente, risulta essere la prima derivata della funzione del ricavo. Se un ricavo è calcolato come "quantità venduta moltiplicata per il prezzo", una funzione di ricavo ritorna il ricavo totale raggiunto al variare della quantità successivamente vendute.
Nella teoria di mercato l'operazione fondamentale dell'identificare quella quantità di vendita che porta ad un'azienda il ricavo più alto viene stabilita in modo da far corrispondere il ricavo di margine ai costi di margine.
Se il prezzo al pezzo al mercato viene stabilito in maniera fissa (ad esempio 2€), allora il prezzo al pezzo si realizza con la vendita di un'unità ulteriore come ricavo margine.

## Ricavo nel modello monopolistico
In regime monopolistico si assume che il ricavo marginale sia pari al prezzo:
{\displaystyle R'=\langle R\rangle }
e quindi:
{\displaystyle R(t)=\langle R\rangle \,x(t)}
dove con R si indica il ricavo, con <R> il prezzo e con x la quantità venduta in un certo pericodo di tempo della durata t (quantità a tempo).
Nell'ambito del calcolo dei costi e dei servizi il ricavo viene suddiviso solitamente in prestazioni e ricavi neutrali, quindi ricavi estranei ai periodi ed eccezionali.

## Realizzazione del ricavo
La legislazione (si veda esemplarmente la ragioneria americana) tende a promulgare linee guida dure per la realizzazione del fatturato, al fine di assicurare la correttezza delle cifre di fatturato espulse ed evitare scandali di bilancio e falsi di bilancio.

## I ricavi derivanti dalla cessione di beni, materie e prestazione di servizi
I ricavi nel reddito d’impresa costituiscono la componente positiva dei proventi, ovvero dei guadagni ottenuti dalle aziende.
Le imprese al fine di ottenere guadagni, detti anche ricavi forniscono differenti tipologie di servizi o cessione di beni. La lettera a dell’articolo 85 del TUIR enuncia: “Sono considerati ricavi:
a)     i corrispettivi delle cessioni di beni e delle prestazioni di servizi alla cui produzione o al cui scambio è diretta l'attività dell'impresa;”
Con cessione di beni si intende la vendita di beni, il ricavo, solitamente è costituito dal corrispettivo ottenuto dal venditore. “Per beni si intendono i c.d “beni-merce”, all’interno di questa categoria bisogna compiere un ulteriore tripartizione tra beni-merce; beni-strumentali e beni patrimoniali”
La divisione di tali categorie di beni si compie in base non alla tipologia di bene di per sé, ma in base all’utilità, alla funzione che esso svolge all’interno dell’azienda. La tripartizione dei beni merce, e la classificazione all’interno delle tre categorie vale sia per i beni mobili che per i beni immobili.
La seconda componente di mezzi per ottenere i ricavi enunciata dalla lettera a dell’articolo 85 del TUIR riguarda le prestazioni di servizio. Esistono differenti tipologie di erogazioni di servizi, le quali possono essere: “a contenuto materiale”, ovvero che per poter essere poste in essere devono essere impiegati beni materiali, tangibili, quindi dove una delle parti contraenti fornirà un bene fisico. Alcuni esempi di servizi a “contenuto materiale”, sono l’appalto, la manutenzione, il noleggio, l’affitto e la locazione
Un’altra categoria di prestazione di servizi riguarda i servizi finanziari, come ad esempio interessi e premi di assicurazione.
Nella seconda lettera dell’articolo 85 TIUR (b), vengono definite come fonti di guadagni: “I corrispettivi delle cessioni di materie prime e sussidiarie, di semilavorati e di altri beni mobili, esclusi quelli strumentali, acquistati o prodotti per essere impiegati nella produzione”
La lettera b, quindi compie un riferimento ai guadagni ottenuti dalla vendita di materie prime come grano, legna o metallo. I semilavorati, invece sono beni, i quali sono stati sottoposti ad una prima lavorazione, come per esempio il legno diventato asse. Sono, invece esclusi i beni strumentali, con beni strumentali vengono compresi tutti i beni usati dalle aziende per svolgere la propria attività d’impresa, come per esempio i macchinari, apparecchiature al fine della produzione di beni.
[1] ‌Art. 85 testo unico delle imposte sui redditi (TUIR) - Ricavi. (2023). Brocardi.it. https://www.brocardi.it/testo-unico-imposte-redditi/titolo-ii/capo-ii/sezione-i/art85.htm
[2] Luca Miele e Valeria Russo a cura di Giacomo Albano, Manuale del Reddito d’impresa. P.260
[3] Art. 85 testo unico delle imposte sui redditi (TUIR) - Ricavi. (2023). Brocardi.it. https://www.brocardi.it/testo-unico-imposte-redditi/titolo-ii/capo-ii/sezione-i/art85.html

## I ricavi derivanti da contributi in base a contratto e in conto esercizio
In base all’art. 85 del Testo Unico delle Imposte sui Redditi (TUIR), concorrono a formare i ricavi di un’impresa i contributi in denaro spettanti, sotto qualsiasi denominazione, in base a contratto e i contributi in conto esercizio spettanti a norma di legge. In generale, con il termine “contributo” si indica qualsiasi provento che ha come fine quello di sostenere l’impresa. In particolare, i contributi in conto esercizio hanno come scopo quello di integrare i ricavi o ridurre i costi dell’esercizio.
I contributi in base a contratto sono costituiti dalle somme e dai beni in natura che un soggetto, sulla base di una clausola contrattuale, si obbliga a versare ad un’impresa a titolo di partecipazione ai costi da questa sopportati nello svolgimento della propria attività. I contributi in conto esercizio spettanti in base alla legge, invece, vengono erogati per sostenere economicamente la gestione delle imprese che svolgono un’attività di interesse pubblico o comunque socialmente utile. Essi vanno rilevati in bilancio secondo il principio di competenza. Interessa, quindi, il periodo di imposta nel corso del quale è sorto il diritto al loro conseguimento.
I contributi in conto esercizio possono essere erogati indifferentemente da una pubblica amministrazione o da un ente privato. In effetti, per le imprese che operano in determinati settori sorge l’obbligo di destinare contributi in conto esercizio a consorzi obbligatori. Ad esempio, in base alla legge n. 475 del 9 novembre 1988 i produttori e importatori di batterie hanno l’obbligo di erogare contributi nei confronti del Consorzio Obbligatorio Batterie al Piombo Esauste e Rifiuti Piombosi (COBAT) istituito per lo smaltimento delle batterie.
I contributi in conto esercizio vanno tenuti distinti da altri tipi di contributi, quali i contributi in conto impianti e i contributi in conto capitale. I contributi in conto impianti sono finalizzati all’acquisizione di beni ammortizzabili. Vengono versati da un ente pubblico a un’impresa per la costruzione, riattivazione e ampliamento di immobilizzazioni materiali, e si iscrivono in bilancio quando sono acquisiti definitivamente. I contributi in conto capitale, invece, hanno lo scopo di incrementare i mezzi patrimoniali dell’impresa, e la loro contabilizzazione avviene seguendo il principio di cassa, concorrendo a formare il reddito nell’esercizio in cui vengono cassati  a titolo di sopravvenienze attive ai sensi dell’art. 88 co. 3 lett. b) TUIR. In sostanza, il criterio per distinguere i vari tipi di contributi è quello che si basa sulla finalità per cui tali contributi sono stati erogati.

## I ricavi derivanti dalla cessione di titoli non immobilizzati
I ricavi da cessione di titoli non immobilizzati costituiscono una componente positiva del reddito di impresa. Essi derivano dalla vendita di strumenti finanziari non detenuti a lungo termine, ovvero partecipazioni che la società non intende mantenere per periodi prolungati.
I ricavi ottenuti da questo tipo di cessione sono ricompresi all’interno dell’articolo 85 del Testo Unico delle Imposte sui Redditi (TUIR) alle lettere c), d) ed e).
- Lettera c): il legislatore specifica quali azioni e quote di partecipazione rientrano nei ricavi d'impresa per l'applicazione del regime fiscale. Esclude però le partecipazioni ai contratti di associazione in partecipazione, ritenendo che la loro cessione generi plusvalenze anziché ricavi.[3]
- Lettera d): vengono ricomprese all’interno della categoria i corrispettivi derivanti dalla cessione di strumenti finanziari similari alle azioni, per garantire che gli stessi possano essere assimilati alle azioni sotto il profilo fiscale, a patto che gli stessi strumenti siano soggetti a remunerazione legata agli utili realizzati dall’emittente.
- Lettera e): funge da chiusura per questa sezione relativa ai redditi da titoli non immobilizzati, ricomprendendo: “i corrispettivi delle cessioni di obbligazioni e di altri titoli in serie o di massa diversi da quelli di cui alla lettere c) e d) precedenti che non costituiscono immobilizzazioni finanziarie, anche se non rientrano fra i beni al cui scambio è diretta l’attività dell'impresa”.[7] Dunque, possono essere ricomprese in questa parte dell’articolo sia le obbligazioni che i titoli assimilabili alle stesse e i titoli in serie o di massa, ossia titoli fungibili, emessi o in grande quantità o con caratteristiche omogenee tra di loro.

La normativa ha lo scopo di garantire una tassazione coerente, trattando i proventi derivanti dalla cessione di questi titoli come ricavi, a condizione che non siano classificati come immobilizzazioni finanziarie. In questo modo, si assicura che i ricavi siano legati alla funzione economica dei titoli ceduti, indipendentemente dalla loro tipologia, purché non destinati a un impiego a lungo termine.

## I ricavi derivanti da indennità e beni assegnati ai soci
I ricavi derivanti dalle indennità per perdita o danneggiamento di beni merce e dai beni assegnati ai soci rappresentano componenti positivi di reddito che le imprese contabilizzano a seguito di eventi che coinvolgono i loro beni aziendali. Questi ricavi possono originare sia da compensazioni per danni subiti su beni aziendali, sia dall’assegnazione di beni ai soci dell’impresa. Mentre le indennità per danni o perdite di beni merce derivano da coperture assicurative o risarcimenti legati a responsabilità civile, i beni assegnati ai soci riguardano la distribuzione, anche gratuita, di beni aziendali a soci per finalità talvolta estranee all'attività imprenditoriale. Entrambe le fattispecie sono soggette a specifiche normative fiscali, mirate a garantire la corretta tassazione di tali componenti di reddito.
Le indennità per perdita o danneggiamento di beni merce sono compensi economici riconosciuti alle imprese o ad altri soggetti proprietari di beni destinati alla produzione o alla vendita, in seguito alla distruzione, deterioramento o perdita di tali beni. Tali indennità possono derivare da contratti assicurativi, da disposizioni di legge o da accordi contrattuali nell’ambito della responsabilità civile. Si distinguono in indennità per danno diretto, che coprono i costi di ripristino o sostituzione dei beni danneggiati, e indennità per danno indiretto, destinate a compensare le perdite economiche dovute all’interruzione dell’attività aziendale, ad esempio in caso di sospensione temporanea delle operazioni a seguito di sinistri.
In Italia, il trattamento fiscale delle indennità per perdita o danneggiamento di beni merce è disciplinato dall’articolo 85 del Testo Unico delle Imposte sui Redditi (TUIR), che qualifica tali indennità come componenti positivi di reddito, soggetti a tassazione nell’esercizio in cui vengono percepite, salvo che non siano già state dedotte in esercizi precedenti. La normativa richiede alle imprese un’attenta contabilizzazione delle indennità, per garantirne la corretta dichiarazione ai fini del reddito imponibile e per evitare duplicazioni o errori.
L’articolo 85 del Testo Unico delle Imposte sui Redditi (TUIR) disciplina anche la cessione di beni ai soci, in particolare quando i beni sono destinati a finalità estranee all’attività aziendale. In tali casi, il valore dei beni ceduti deve essere calcolato al valore normale, ossia al prezzo di mercato che il bene otterrebbe in una transazione tra parti indipendenti. Questo valore rappresenta la base imponibile sia per l’impresa che per il socio. Ad esempio, se un’azienda trasferisce gratuitamente ad un socio un immobile non più utilizzato per l’attività aziendale, tale trasferimento è tassabile sulla base del valore normale dell’immobile nell’anno dell’assegnazione; il socio ricevente deve considerare tale valore per le proprie obbligazioni fiscali. Qualora la cessione avvenga per finalità estranee all’oggetto sociale, l’amministrazione fiscale potrebbe contestare l’operazione, rivedendo il reddito imponibile dell’impresa e imponendo sanzioni.